# Fell (Mosel)

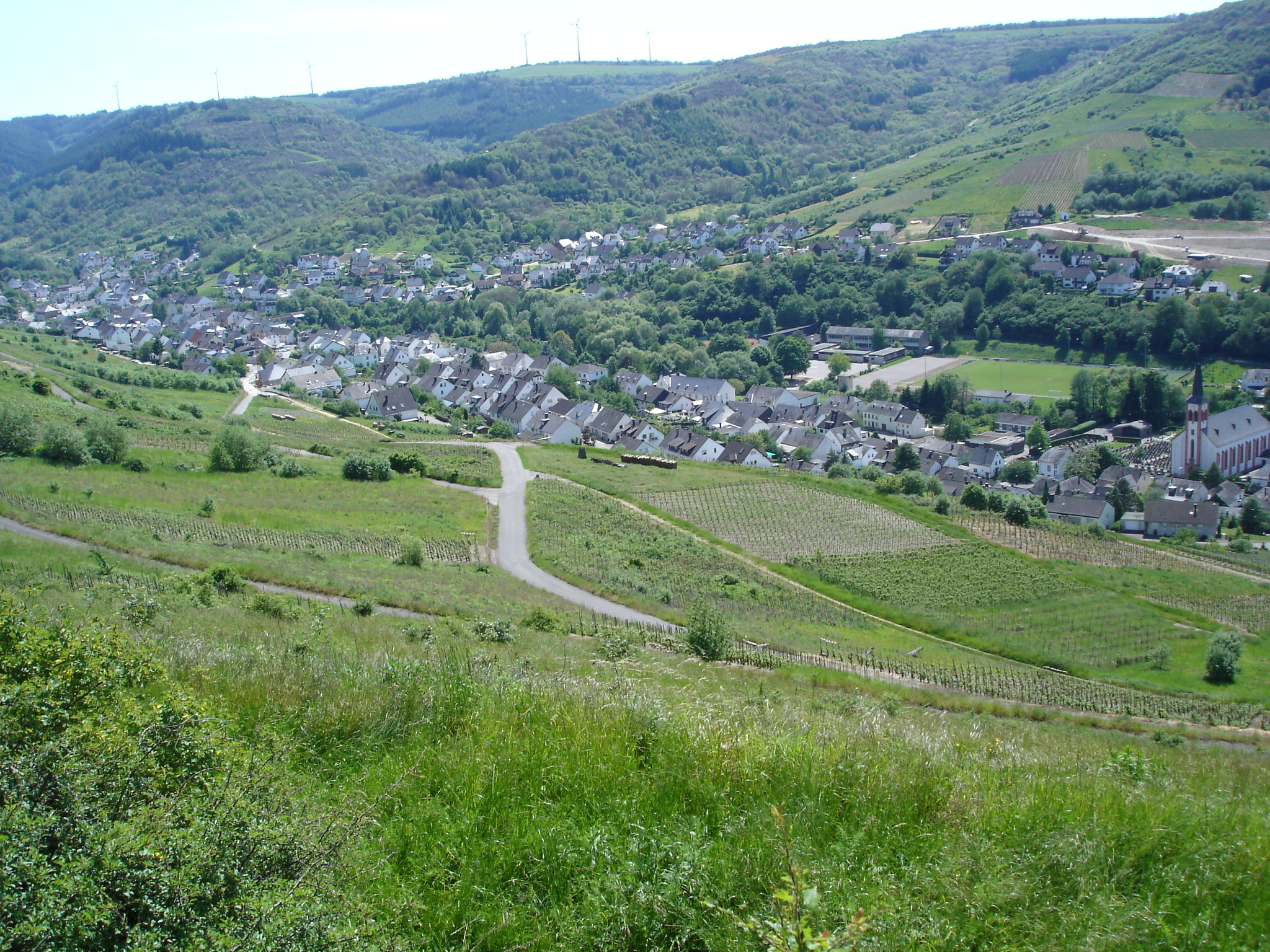
Ortsansicht von Norden

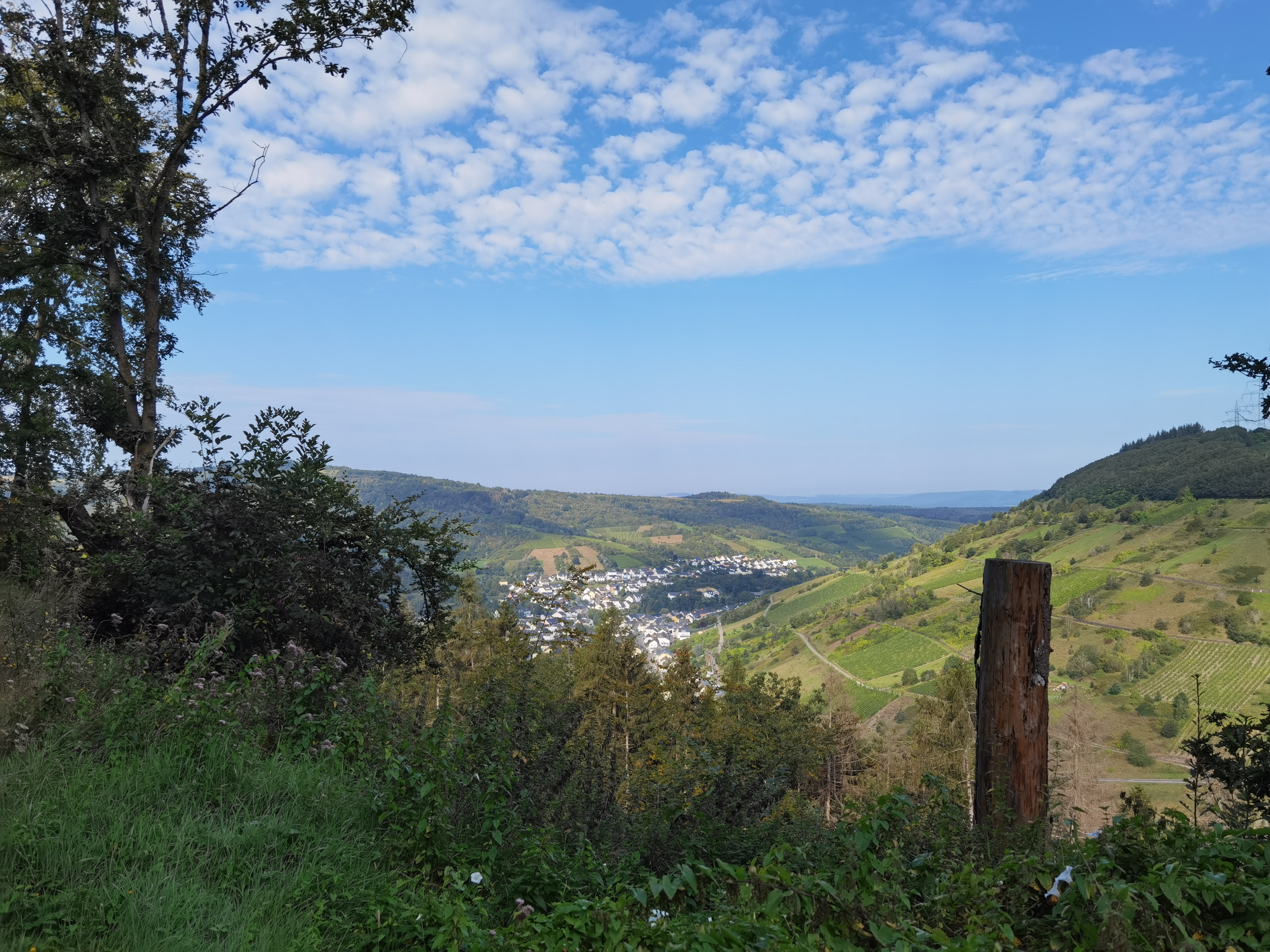
Ortsansicht von Süden

Fell (moselfränkisch: Faähl) ist eine Ortsgemeinde im Landkreis Trier-Saarburg in Rheinland-Pfalz. Sie gehört der Verbandsgemeinde Schweich an der Römischen Weinstraße an.
Fell ist ein Weinbauort und bekannt für seine Tradition im Schieferbergbau.

## Geographie
Die Gemeinde liegt in einem Seitenarm der Mosel, dem sogenannten Feller Tal. Hier fließt der Feller Bach, welcher sich durch die gesamte Gemeinde zieht und bei Riol in die Mosel mündet.
Zur Gemeinde gehört seit dem 7. Juni 1969 der Ortsteil Fastrau. Zum Ortsteil Fell gehören auch die Wohnplätze Fellerhof, Im Scholenskopf und Noßertal; zum Ortsteil Fastrau der Wohnplatz Fastrauermühle.
Umliegende Gemeinden sind Longuich, Riol, Mehring, Lorscheid, Herl, Thomm, Waldrach, Kasel und Mertesdorf.
Der Feller Berg bezeichnet den Höhenrücken zwischen dem Feller Bach und dem Nossernbach.
Er erreicht seine höchste Höhe in der Nähe des Feller Hofes mit 431 Metern über NN.
Der Feller Berg wurde bereits in der Topographischen Aufnahme der Rheinlande als solcher bezeichnet.

## Geschichte
Der Name Fell (von lat. vallis, das Tal) deutet auf (spät-)römischen Ursprung hin. Die frühe Besiedlung des Tales durch Kelten und Römer belegten Ausgrabungen in den 1980er-Jahren auf dem Burgkopf. Die Ausoniusstraße (Römerstraße) führte einst durch Fell.
Im Mittelalter wurde der Ort über Jahrhunderte von der Trierer Abtei St. Maximin geleitet, zu dessen Besitz Fell gehörte (Grafschaft Fell). Die Maximiner erbauten auch eine Burg, von der heute nur noch das Burgtor, Teile der Mauer und ein Burgkeller erhalten sind. Historisch werden die Ortsteile Oberfell und Niederfell unterschieden. Der frühere Fronhof des Klosters weist auf die Verbindung zu St. Maximin hin.
In französischer Zeit wurden Fell und Fastrau der Mairie Longuich und später der preußischen Bürgermeisterei Longuich zugeordnet. Nach einer Umbenennung zu Amt Longuich (1927) erfolgte in den 1930er Jahren eine Fusion mit dem Amt Schweich, aus welchem die spätere Verbandsgemeinde Schweich und die heutige Verbandsgemeinde Schweich an der Römischen Weinstraße entstand.

### Bevölkerungsentwicklung
Die Entwicklung der Einwohnerzahl von Fell, die Werte von 1871 bis 1987 beruhen auf Volkszählungen:
| Jahr | Einwohner |
| ---- | --------- |
| 1815 | 801       |
| 1835 | 1.188     |
| 1871 | 1.361     |
| 1905 | 1.689     |
| 1939 | 1.854     |
| 1950 | 1.843     |
| 1961 | 1.949     |

| Jahr | Einwohner |
| ---- | --------- |
| 1970 | 2.091     |
| 1987 | 2.091     |
| 1997 | 2.419     |
| 2005 | 2.361     |
| 2011 | 2.470     |
| 2017 | 2.500     |
| 2023 | 2.549     |

## Politik

### Gemeinderat
Der Ortsgemeinderat in Fell besteht aus 20 Ratsmitgliedern, die bei der Kommunalwahl am 9. Juni 2024  in einer personalisierten Verhältniswahl gewählt wurden, und dem ehrenamtlichen Ortsbürgermeister als Vorsitzendem. Bei der Wahl 2024 stieg die Anzahl der Ratsmitglieder gemäß dem rheinland-pfälzischen Kommunalwahlrecht von 16 auf 20, da die Einwohnerzahl von Fell auf über 2500 angewachsen war.
Die Sitzverteilung im Ortsgemeinderat:
| Wahl | SPD | CDU | FBL a | WGB b | WGL c | WFF d | FWG1 e | FWG2 f | Gesamt   |
| ---- | --- | --- | ----- | ----- | ----- | ----- | ------ | ------ | -------- |
| 2024 | 3   | 4   | 7     | 3     | 3     | –     | –      | –      | 20 Sitze |
| 2019 | 3   | 4   | 3     | 2     | 2     | 2     | –      | –      | 16 Sitze |
| 2014 | 3   | 3   | 3     | –     | 1     | 2     | 4      | –      | 16 Sitze |
| 2009 | 3   | 4   | 3     | –     | –     | –     | 4      | 2      | 16 Sitze |
| 2004 | 4   | 4   | 8 *   | 8 *   | 8 *   | 8 *   | 8 *    | 8 *    | 16 Sitze |

### Bürgermeister
Michael Rohles wurde am 4. Juli 2024 Ortsbürgermeister von Fell. Bei der Direktwahl am 9. Juni 2024 war er als einziger Bewerber mit einem Stimmenanteil von 76,8 % für fünf Jahre gewählt worden.
Ortsbürgermeister seit 2009
- bis 2009: Helmut Schneiders (SPD)
- ab 2009: Rony Sebastiani
- ab 2014: Alfons Rodens (CDU)[10]
- ab 2024: Michael Rohles[8]

### Wappen
Blasonierung: Das Wappen ist geteilt und in der oberen Hälfte gespalten. Oben rechts in Rot eine silberne Waage, belegt mit einem aufrecht stehenden silbernen Schwert. Oben links in Silber zwei gekreuzte blaue Schieferhämmer mit rotem Stiel. Unten in Gold ein grüner Weinstock mit zwei grünen Trauben und zwei grünen Blättern.

### Gemeindepartnerschaft
Seit 1994 unterhält die Gemeinde eine Partnerschaft mit der französischen Gemeinde Champs-sur-Yonne in Burgund.

## Kultur und Sehenswürdigkeiten

### Sehenswürdigkeiten
- Das Besucherbergwerk Fell im Nossertal besteht aus zwei übereinanderliegenden Schiefergruben, die durch einen 100 Meter langen Treppenschacht verbunden sind. Besucher können beeindruckende Abbaukammern erkunden und erfahren, wie der Schieferabbau das Leben in Fell prägte.

- Die Katholische Pfarrkirche St. Martin in Fell wurde erbaut zwischen 1865 und 1868 im neugotischen Stil. Sie ist dem heiligen Martin und der heiligen Barbara, der Schutzpatronin der Bergleute, geweiht.[11]

- Die St. Stephanus Kapelle in Fastrau, erstmals 1656 erwähnt, besitzt einen romanischen Ostturm sowie ein klassizistisches Kirchenschiff aus dem 19. Jahrhundert, da das ursprüngliche Kirchenschiff bei einem Brand zerstört wurde.[12]

- Im Dorfzentrum gibt es einen kleinen Park mit Sauerbrunnen, Wassertretbecken, Kinderspielplatz und Ruhebänken.

Siehe auch: Liste der Kulturdenkmäler in Fell

### Vereine
Im Vereinsregister des Amtsgerichtes Wittlich sind über 20 Vereine aus Fell eingetragen. Dazu gehören unter anderem die Bergmannskapelle Fell, die St. Sebastianus Schützenbruderschaft, der Sportverein SV Fortuna Fell und die Karnevalsfreunde Fell. Neben diesen gibt es zahlreiche weitere Vereine, die das kulturelle und gesellschaftliche Leben der Gemeinde bereichern.

### Sport
In der Gemeinde existiert seit 1924 der Sportverein SV Fortuna Fell 1924 e. V., welcher neben dem Fußball verschiedene Sportaktivitäten anbietet, wie beispielsweise Tennis, sowie seit 2022 auch Steel-Darts.
In den Jahren von 2002 bis 2019 war Fell einer der Orte, durch die die Rallye Deutschland führte.
Von 2006 bis 2014 wurde zwischen Fell und Thomm ein 20-Stunden-Radmarathon veranstaltet.
Fell war von 1971 bis 2011 Startpunkt des Trierer Bergrennens, das seit 1991 zur Europa-Bergmeisterschaft zählte.

### Feller Markt
Der Feller Markt zählt zu den größten und traditionsreichsten Weinfesten an der Mosel. Er findet jährlich am dritten Septemberwochenende statt.
Unter dem Motto „Ein Dorf im Zelt“ erstreckt sich das Programm des Feller Marktes über vier Tage:
- Freitag:  Der Auftakt erfolgt mit einer Erlebnis-Weinprobe, bei der Winzer aus Fell, Fastrau und der umliegenden Region ihre Weine präsentieren. Den Auftakt schließt eine After-Wine-Party mit DJ ab.

- Samstag:  Nach der Öffnung der Marktstände am Nachmittag findet am Abend ein feierlicher Festzug der Bergmannskapelle Fell statt. Dabei wird symbolisch die heilige Barbara, Schutzpatronin der Bergleute, in das Festzelt begleitet. Dieser feierliche Akt leitet die offizielle Eröffnung des Marktes ein, die von Live-Musik und Tanz begleitet wird.

- Sonntag:  Der Tag beginnt mit einem Gottesdienst im Festzelt, der im Rahmen des Erntedankfestes abgehalten wird. Anschließend sorgt ein Mittagstisch mit traditionellen Gerichten sowie ein vielfältiges Unterhaltungsprogramm für Kinder und Jugendliche für eine familienfreundliche Atmosphäre. Den Abend bereichern weitere musikalische Darbietungen und Showtanzgruppen.

- Montag:  Der letzte Festtag startet mit der traditionellen Viehprämierung mit Tierschau und Bauernmarkt, bei der Landwirte und Tierhalter ihre Nutztiere präsentieren. Ein Frühschoppen mit musikalischer Begleitung, ein weiterer Mittagstisch und abschließende Live-Musik sorgen für den Ausklang des Festes.

Das zentrale Festzelt bietet etwa 850 Sitzplätze.
Neben den festen Programmpunkten gibt es weitere Stände, Bühnen und Attraktionen.
Aktuelle Informationen gibt es auch auf den Social-Media-Kanälen des Feller Marktes.

## Wirtschaft und Verkehr

### Wirtschaft

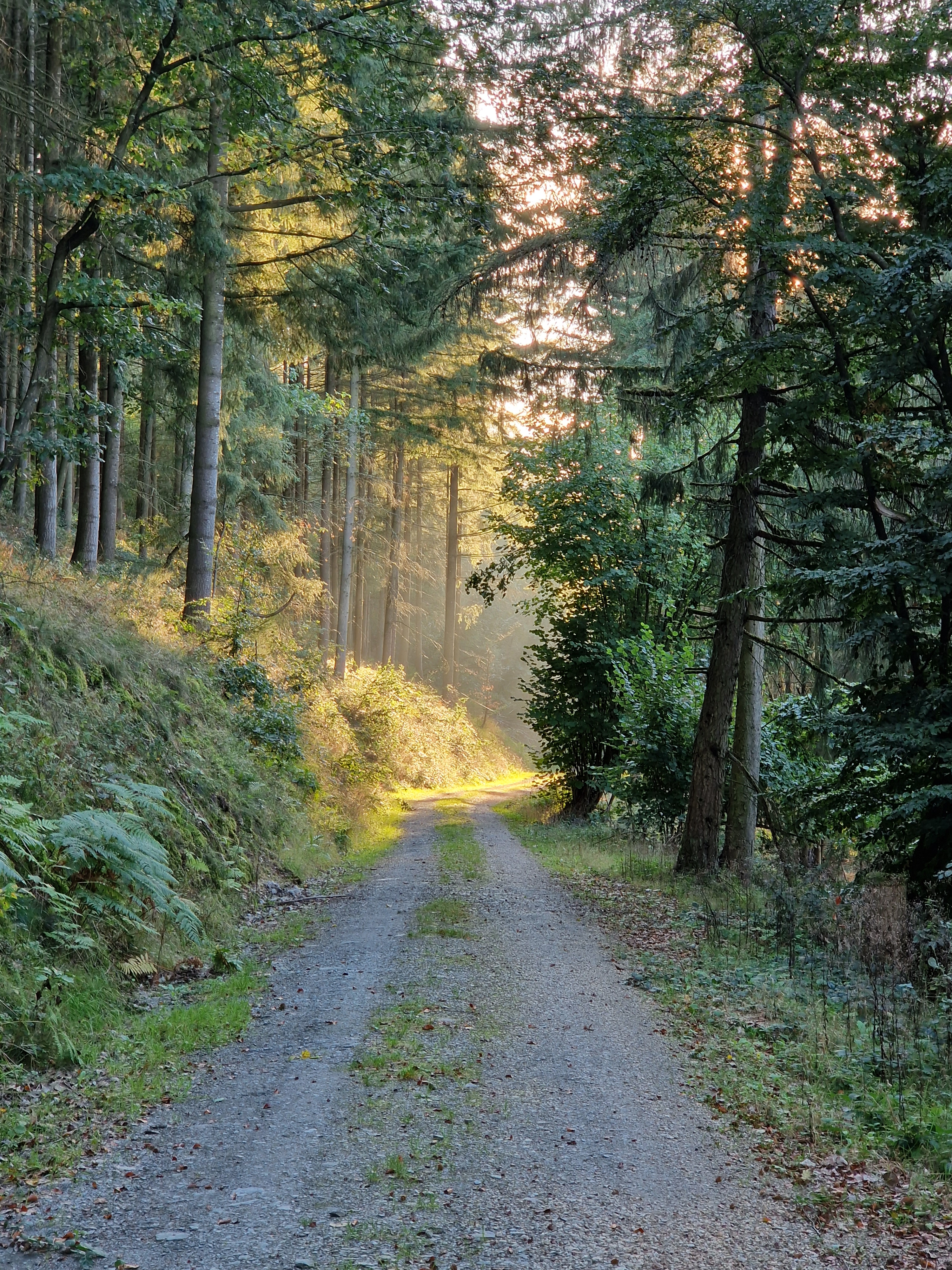
Wald- und Wanderweg

Fell ist traditionell vom Wein- und Bergbau geprägt. Besonders bekannt ist die Weinlage „Maximiner Burgberg“, die zur Großlage Probstberg gehört. Neben der Landwirtschaft sind zahlreiche kleine und mittlere Unternehmen in Fell und dem Ortsteil Fastrau ansässig.
Die Sparkasse Trier unterhält eine Filiale in der Gemeinde.
Die Volksbank Trier unterhielt bis in neuere Zeit eine Filiale im Ort.

### Verkehr
Fell liegt an der Bundesautobahn 1 zwischen den Anschlussstellen Longuich und Mehring. Die Fellerbachtalbrücke überspannt in rund 70 Metern Höhe das Tal des Feller Bachs. Die Landesstraße 150 verbindet Fell mit Thalfang, während Kreisstraßen Verbindungen nach Mertesdorf und Thomm ermöglichen. Zudem besteht in der Nähe, bei Longuich oder Riol, Anschluss an den Moselradweg.

### Wandern
Fell bietet zahlreiche Wanderwege, die die landschaftliche Schönheit der Region erlebbar machen:
- Der Grubenwanderweg im Nossertal führt durch das Nossertal vorbei an zahlreichen historischen Schiefergruben und thematisiert die Bergbaugeschichte der Region.
- Der Schiefer-Wackenweg ist ein Rundweg zwischen Fell, Herl und Thomm mit geologischen und geschichtlichen Stationen, der als „Traumschleife“ zertifiziert ist.
- Der Rundwanderweg Riol – Fell – Fastrau – Riol (R12) ist ein 8,75 km langer Rundweg durch Weinberge und Wälder mit Panoramablicken auf die Moselregion.
- Der Rundwanderweg Fell – Besucherbergwerk Fell – Feller Hof – Fell (R13) verbindet den Ort mit dem Besucherbergwerk und dem Feller Hof.
- Der Stein & Wein Panorama-Erlebnisweg Fell ist ein 2018 eröffneter Rundweg mit Blick auf die Ortschaft und Erlebnisstationen, kunstvollen Elementen und Informationen zur Flora und Fauna der Region.[15]